# Heizöllagerung
Der Begriff Heizöllagerung umfasst die Lagerung und diesbezügliche Handhabung von Heizöl. Dabei sind die Anforderungen an den Gewässerschutz (geregelt in Deutschland in der Verordnung über Anlagen zum Umgang mit wassergefährdenden Stoffen, in der Schweiz in der Gewässerschutzverordnung SR 814.201) und an den Brandschutz (geregelt in Deutschland in der Landes-Feuerungsverordnung FeuVO, in der Schweiz in Brandschutzrichtlinien der Kantonalen Feuerpolizei) zu berücksichtigen.

## Situation in Deutschland
Grundsätzlich werden bei der Heizöllagerung die Fälle unterirdische Lagerung und oberirdische Lagerung unterschieden. Lagerbehälter müssen doppelwandig sein oder in einem dichten und beständigen Auffangraum aufgestellt werden. Außerdem müssen die Lagerbehälter einen Eignungsnachweis (z. B. DIN, Bauartzulassung) besitzen. An Sicherheitseinrichtungen ist stets ein Grenzwertgeber als Überfüllsicherung notwendig. Je nach Bauart kommen Leckanzeigegerät, Heberschutz und 
Inhaltsanzeige zum Einsatz. Alle unterirdischen, im Erdreich liegenden Anlagen sowie oberirdische Anlagen ab 1000 Liter Inhalt sind prüfpflichtig.

### Unterirdische Lagerung
Bei unterirdischer Lagerung des Heizöls wird kein Raum im Gebäudeinneren benötigt. Allerdings ist dem äußeren Korrosionsschutz der Tanks besonders Rechnung zu tragen, z. B. mittels einer Bitumenummantelung.

#### Behälter
Unterirdische Tanks dürfen nur in doppelwandiger Bauweise (z. B. Stahlbehälter nach DIN EN 12285-1) oder in einwandiger Bauweise mit Kunststoffinnenhülle verwendet werden. Ein Leckanzeigegerät betrieben im Unter- oder Überdrucksystem überwacht den Tank.

#### Einbaurichtlinien
Eine Reihe von Einbaurichtlinien müssen vor Ort erfüllt werden:
Der Tank selbst muss von Sand umgeben sein und mit einem Gefälle von 1 bis 2 % zum Dom hin verlegt werden. Der Behälter nach DIN 6608 ist ausgelegt für eine maximale Erddeckung von einem Meter. Von Grundstücksgrenzen und anderen Leitungen sowie von Gebäuden ist ein Meter Abstand zu halten, zu anderen Behältern 40 cm. In besonderen Fällen wie Flussnähe, erhöhtem Grundwasserspiegel oder in Überschwemmungsgebieten ist sicherzustellen, dass der Tank nicht aufschwimmt. Dies kann z. B. durch eine Überschichtung mit einer entsprechenden Betondecke oder Verankerung an einer Fundamentplatte erreicht werden. Die Verankerung oder Belastung des Tanks muss 1,3-fache Sicherheit gegen den Auftrieb des leeren Tanks erreichen.
Unterirdische Behälter sind anzeige- und alle fünf Jahre prüfpflichtig. In Wasserschutzgebieten verkürzt sich die Prüfpflicht auf zweieinhalb Jahre.

### Oberirdische Lagerung

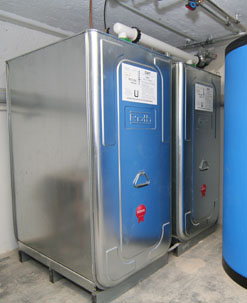
Batterietanks

Die weit verbreitete Kellerlagerung im Wohnhaus ist eine oberirdische Lagerung. Weil Leckagen sichtbar wären, sind einwandige Behälter zugelassen. Deren Volumen muss im Versagensfall von einer Auffangwanne aufgenommen werden können. Die Auffangwanne kann gemauert sein und muss einen ölfesten Anstrich haben. Alternativ kann der gesamte Lagerraum als Auffangwanne hergerichtet werden, indem er mit einem ölfesten Anstrich versehen wird.

#### Behälter
Zur Lagerung werden neben einwandigen Stahlbehältern auch Kunststoff-Batteriebehälter aus glasfaserverstärkten Kunststoffen sowie Polyamid (PA) und Polyethylen (PE) verwendet. Soll der ganze Kellerraum als Heizöllagerraum verwendet werden, bietet sich ein standortgefertigter Stahltank nach DIN 6625 an.

#### Lagerraum
Wird der Heizraum zur Heizöllagerung verwendet, ist zwischen Kessel und Lagerbehälter ein Abstand von einem Meter einzuhalten. Alternativ ist ein Strahlungsschutz vorzusehen. Im Heizraum dürfen maximal 5.000 Liter gelagert werden, andernfalls ist ein gesonderter Heizöllagerraum zu schaffen.
Heizöllagerräume sind feuerbeständig auszuführen (F90) und mit feuerhemmenden (F30), nach außen selbstschließenden Türen und mit einer Auffangwanne zu versehen. Putze und Zemente sind ölundurchlässig auszuführen und die Türschwelle muss so hoch angesiedelt sein, dass auslaufendes Öl nicht entweichen kann. Die Bodenabläufe haben integrierte Heizölsperren und fangen gegebenenfalls auslaufendes Öl auf. Die maximal zulässige Lagermenge beträgt im Heizöllagerraum 100.000 Liter.